# Saint-Erme-Outre-et-Ramecourt
 Saint-Erme-Outre-et-Ramecourt  es una población y comuna francesa, en la región de Picardía, departamento de Aisne, en el distrito de Laon y cantón de Sissonne.

## Demografía
| 1522 | 1578 | 1791 | 1818 | 1867 | 1861 |
| Para los censos de 1962 a 1999 la población legal corresponde a la población sin duplicidades (Fuente: INSEE [Consultar]) |      |      |      |      |      |